# 베이스헌터
베이스헌터(Basshunter, 본명: 요나스 에리크 알트베리(Jonas Erik Altberg), 1984년 12월 22일 ~ )는 스웨덴의 가수이다. 디스코그래픽은 2004년의 The Bassmachine, 2006년의 The Old Shit, 그리고 2008년에는 Now You're Gone – The Album으로 발매되었다.

## 생애

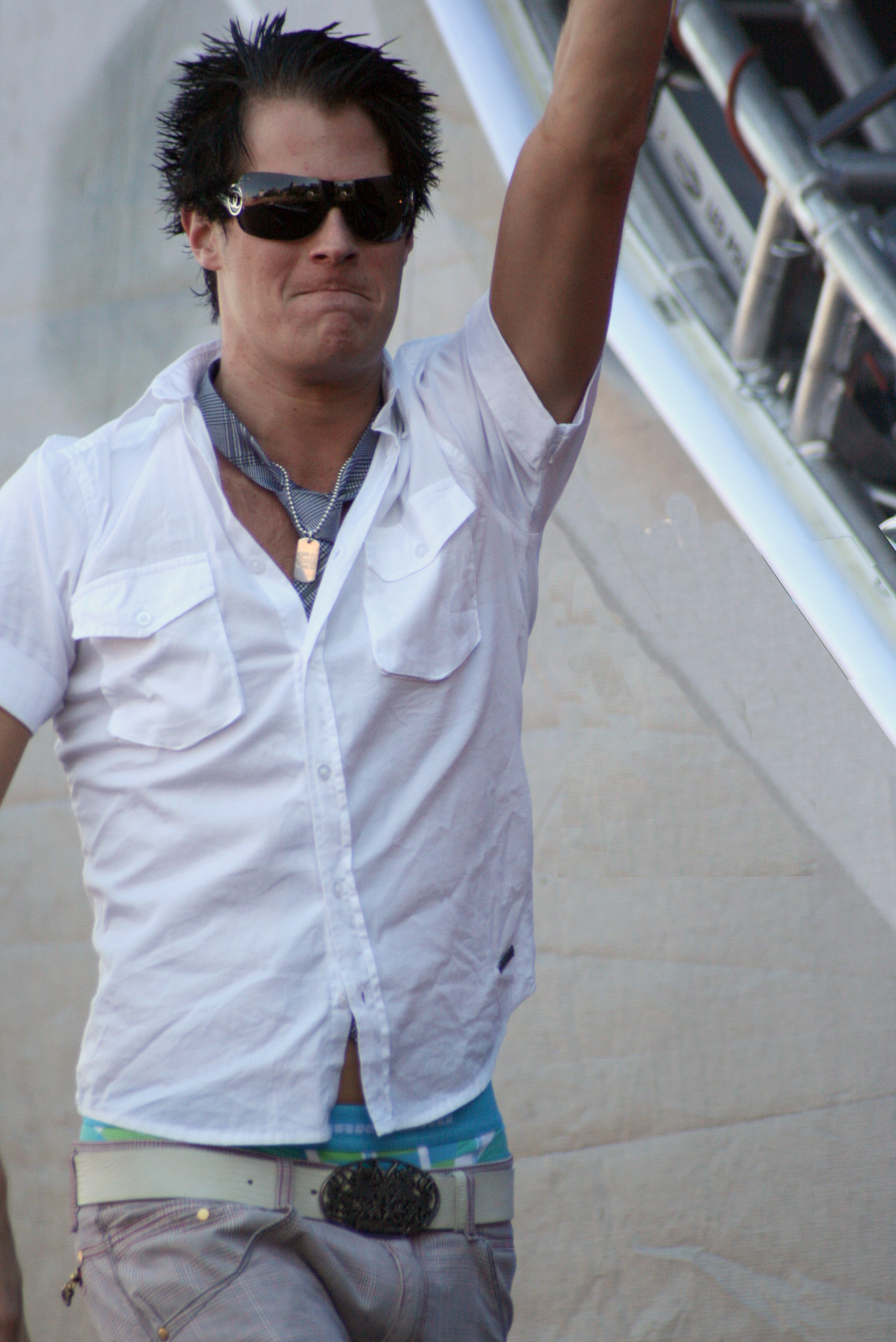
Basshunter (2007)

베이스헌터는 스웨덴 함스타드에서 태어났고, 틸뢰산드에서 그의 부모와 남동생과 자랐다. 열여덟 살 때인 2001년도부터 FL 스튜디오로 작곡을 시작했고 "Basshunter"라는 무대 이름 아래 활동하기 시작했다. 첫 번째 앨범인 The Bassmachine (2004)와 The Old Shit (2006)을 개인 홈페이지를 통해 발매했다. 그 이후 그는 DJ로 활동했다. 2006년 4월, 그는 워너 뮤직에 그의 첫 번째 싱글 앨범인 "Boten Anna"를 등록하였고, 2007년에는 외국 시장을 겨냥한 앨범인 "Now You're Gone"을 발매했는데, 그 앨범에서 그는 가사를 새로 썼고, 녹음을 다시 했으며, 영국 싱글 차트에서 3주동안 1위를 하게 되었다.
그의 데뷔 앨범인 LOL <(^^,)>은 2006년 9월 1일에 워너 뮤직을 통해 발매되었다. 크리스마스 앨범은 2006년 12월 22일에 발매되었는데, 곡 중에서 원곡의 제목이 스웨덴어인 곡이 있었는데, 그 앨범에는 제목이 영어로 번역되어 있었다. 그 외에도 트랙 순서가 바뀌었고, 새로운 곡인 "Jingle Bells"가 첨부되었다.
2008년 7월 14일, 그가 그의 새 앨범인 Now You're Gone – The Album을 발표했을 때 5개의 싱글 앨범 ("Now You're Gone", "All I Ever Wanted", "Angel in the Night", "I Miss You", and "Walk on Water")을 같이 발표하였다. 2009년 5월에 발매된 스페셜 에디션인 "Now You're Gone – The Album: Deluxe Edition"에는 헤드헌터가 녹음한 "I Miss You", "Angel in the Night" 외에 여러 가지 음반을 첨부하였다. 이 앨범은 몇년 전의 그의 히트작 앨범의 리메이크 버전이며, 영국 앨범 차트에서 1위를 했었다. 또 영국에서만 30만장 이상이 팔렸다. 뉴질란드에서는 이 앨범이 6주동안 1위를 하며 7천 5백장이 팔렸다. 10주 뒤에는 만 5천장이 팔리게 되었다.
그의 세 번째 스튜디오 앨범인 Bass Generation은 2009년 9월 28일에 발매되었다. 앨범이 발매되기 전인 9월 초에, 그는 자신의 Bebo 공식 프로필을 통해서 "Numbers"라는 노래를 무료로 다운받을 수 있게 하였다. 결국 앨범 발매일은 영문을 모른 채 1주 늦춰지게 되어 9월 28일이 되었다. 그와 동시에, 9월 21일에는 싱글 앨범 "Every Morning"이 발매되었다. 또다른 싱글 앨범인 "I Promised Myself"는 2009년 11월 30일에 발매되었다.
2010년 5월 14일, 곧 있을 그의 네 번째 스튜디오 앨범에 실릴 곡 중 첫 번째 곡이 영국 BBC 라디오 1 진행자 스콧 밀스를 통해 전 세계적으로 공개되었다. 이 곡은 토마스 트로엘슨과 엔젤리나, 그리고 컷파더가 공동 작사하였고, 트로엘슨과 컷파더가 프로듀싱을 하였다. 이 곡의 멜로디는 "Reel 2 Real"의 "I Like to Move It."에서 토대를 마련하였다. 베이스헌터는 2010년 7월 3일에 Big Brother's Little Brother에 출연하였고, 7월 4일에 해변에서 T4의 일원으로서 "Saturday" 공연을 하였다. 그의 네 번째 앨범은 이번 해(2011년)에 발매될 예정이다.
그의 새 앨범은 2011년 말이나 2012년 초가 될 것이라고 예상했지만 아직 공식적인 언급은 없다, 그는 이전에 그의 앨범 작업이 2011년 2월에 끝. 날 것이고, 5월에 발매될 것이라고 했다. 하지만 그 언급 조차도 검증되지 않았다.
새로운 곡인 "Calling Time"과 "Dream one the Dancefloor"는 싱글 앨범으로 발매될 확률이 크고, 그 중 하나는 먼저 출시되고 하나는 나중에 출시. 될 수도 있다.
2012년 새 앨범 곡 목록: "Calling Time", "Dream on the Dancefloor", "Far Away" (Cover of Erik Vee), "Fest i hela huset".
그는 뚜렛 증후군 증상이 있다.

## 음반 목록

### 정규 음반
- The Bassmachine (2004)
- LOL <(^^,)> (2006)
- Now You're Gone – The Album (2008)
- Bass Generation (2009)
- Calling Time (2013)

### 컴필레이션 음반
- The Old Shit (2006)
- The Early Bedroom Sessions (2012)

### 싱글
- "The Big Show" (2004)
- "Welcome to Rainbow" (2006)
- "Boten Anna" (2006)
- "Vi sitter i Ventrilo och spelar DotA" (2006)
- "Jingle Bells" (2006)
- "Vifta med händerna" (2006)
- "Now You're Gone" (2007)
- "Please Don't Go" (2008)
- "All I Ever Wanted" (2008)
- "Angel in the Night" (2008)
- "Russia Privjet (Hardlanger Remix)" (2008)
- "I Miss You" (2008)
- "Walk on Water" (2009)
- "Al final" (2009)
- "Every Morning" (2009)
- "I Promised Myself" (2009)
- "Saturday" (2010)
- "Fest i hela huset" (2011)
- "Northern Light" (2012)
- "Dream on the Dancefloor" (2012)
- "Crash & Burn" (2013)
- "Calling Time" (2013)
- "Elinor" (2013)
- "Masterpiece" (2018)
- "Home" (2019)
- "Angels Ain't Listening" (2020)
- "Life Speaks to Me" (2021)
- "End the Lies" (& Alien Cut) (2022)
- "Ingen kan slå (Boten Anna)" (Victor Leksell) (2023)

### 리믹스
- Verka Serduchka – "Dancing Lasha Tumbai" (2007)
- Alex C. feat. Y–ass – "Du hast den schönsten Arsch der Welt" (2007)
- Loituma – "Ieva’s Polka (Ievan Polkka)" (2007)
- Dr. Bombay – "Calcutta 2008" (2007)
- Alina – "When You Leave (Numa Numa)" (2008)
- Basshunter – "Crash & Burn" (2013)
- Arash feat. 티페인 – "Sex Love Rock n Roll (SLR)" (2014)